# Fondremand
Fondremand est une commune française située dans le département de la Haute-Saône, la région culturelle et historique de Franche-Comté et la région administrative Bourgogne-Franche-Comté.
Elle bénéficie du label de Cité de Caractère de Bourgogne-Franche-Comté.

## Géographie
Le site de Fondremand est caractérisé à la fois par un rocher en rebord de plateau et la source de la Romaine.

### Transport
La commune est traversée par la D 5 qui relie Champlitte à Moncey en passant par Rioz ; ainsi que par la D 33.

### Climat
Pour des articles plus généraux, voir Climat de la Bourgogne-Franche-Comté et Climat de la Haute-Saône.
En 2010, le climat de la commune est de type climat de montagne, selon une étude du Centre national de la recherche scientifique s'appuyant sur une série de données couvrant la période 1971-2000. En 2020, Météo-France publie une typologie des climats de la France métropolitaine dans laquelle la commune est exposée à un climat semi-continental et est dans la région climatique  Lorraine, plateau de Langres, Morvan, caractérisée par un hiver rude (1,5 °C), des vents modérés et des brouillards fréquents en automne et hiver. 
Pour la période 1971-2000, la température annuelle moyenne est de 10,1 °C, avec une amplitude thermique annuelle de 17,1 °C. Le cumul annuel moyen de précipitations est de 1 057 mm, avec 12,5 jours de précipitations en janvier et 9,5 jours en juillet. Pour la période 1991-2020, la température moyenne annuelle observée sur la station météorologique de Météo-France la plus proche, « Rioz », sur la commune de Rioz à 7 km à vol d'oiseau, est de 11,2 °C et le cumul annuel moyen de précipitations est de 1 084,6 mm. 
La température maximale relevée sur cette station est de 39,6 °C, atteinte le 25 juillet 2019 ; la température minimale est de −21,8 °C, atteinte le 20 décembre 2009,,. 
Les paramètres climatiques de la commune ont été estimés pour le milieu du siècle (2041-2070) selon différents scénarios d'émission de gaz à effet de serre à partir des nouvelles projections climatiques de référence DRIAS-2020. Ils sont consultables sur un site dédié publié par Météo-France en novembre 2022.

## Urbanisme

### Typologie
Au 1er janvier 2024, Fondremand est catégorisée commune rurale à habitat dispersé, selon la nouvelle grille communale de densité à sept niveaux définie par l'Insee en 2022.
Elle est située hors unité urbaine. Par ailleurs la commune fait partie de l'aire d'attraction de Besançon, dont elle est une commune de la couronne,. Cette aire, qui regroupe 310 communes, est catégorisée dans les aires de 200 000 à moins de 700 000 habitants,.

### Occupation des sols
L'occupation des sols de la commune, telle qu'elle ressort de la base de données européenne d’occupation biophysique des sols Corine Land Cover (CLC), est marquée par l'importance des forêts et milieux semi-naturels (66 % en 2018), une proportion sensiblement équivalente à celle de 1990 (65,8 %). La répartition détaillée en 2018 est la suivante :
forêts (66 %), zones agricoles hétérogènes (23,9 %), terres arables (7,1 %), prairies (3 %). L'évolution de l’occupation des sols de la commune et de ses infrastructures peut être observée sur les différentes représentations cartographiques du territoire : la carte de Cassini (XVIIIe siècle), la carte d'état-major (1820-1866) et les cartes ou photos aériennes de l'IGN pour la période actuelle (1950 à aujourd'hui).

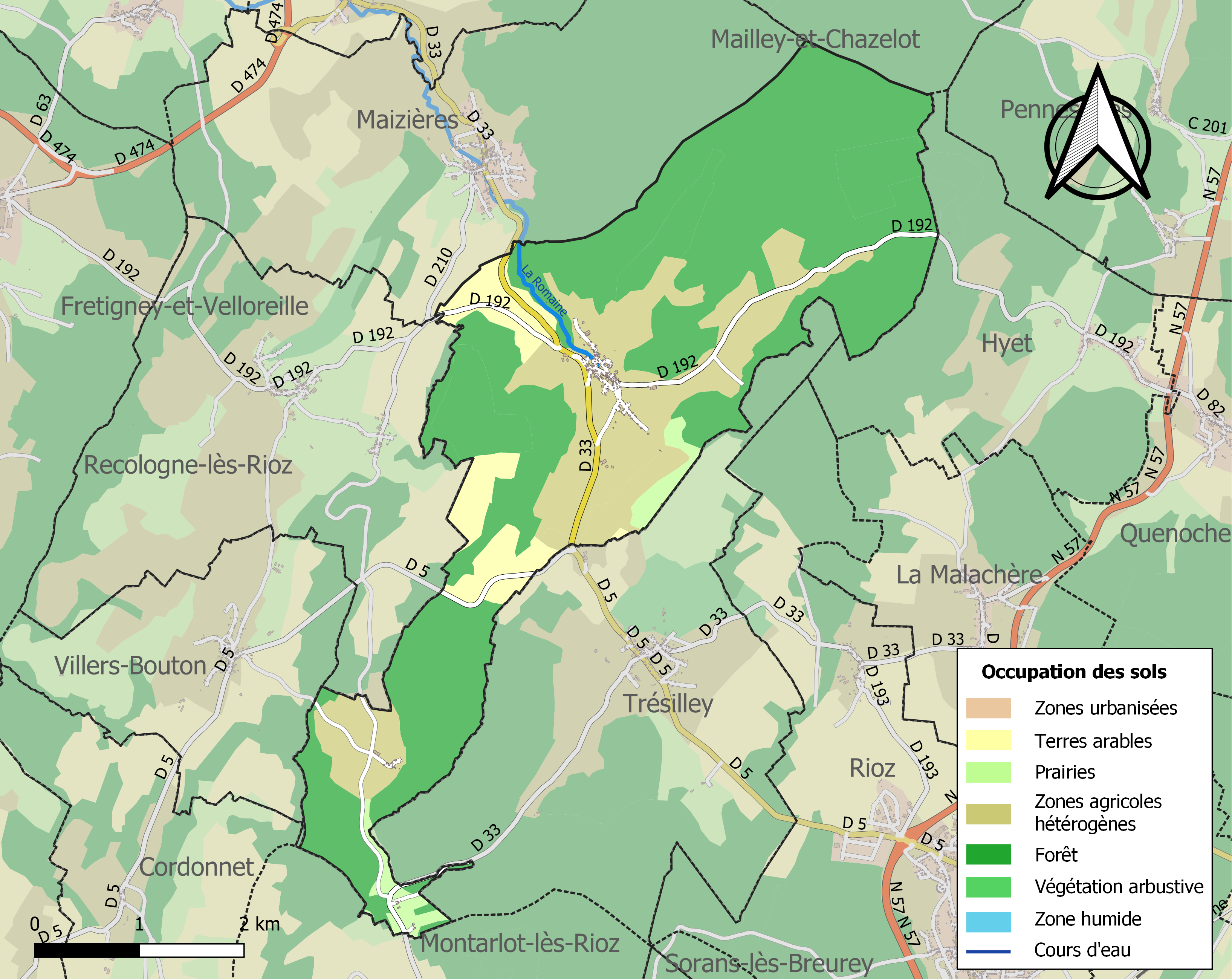
Carte des infrastructures et de l'occupation des sols de la commune en 2018 (CLC).

## Politique et administration

Carte départementale représentant en rouge la communauté de communes du Pays riolais.

### Rattachements administratifs et électoraux
La commune fait partie de l'arrondissement de Vesoul du département de la Haute-Saône, en région Bourgogne-Franche-Comté. Pour l'élection des députés, elle dépend de la première circonscription de la Haute-Saône.
Elle fait partie depuis 1793 du canton de Rioz. Dans le cadre du redécoupage cantonal de 2014 en France, ce canton s'accroît et passe de 27 à 52 communes.

### Intercommunalité
La commune est membre de la communauté de communes du Pays riolais, créée le 29 décembre 1999.

### Liste des maires
| Période                                  | Période                       | Identité             | Étiquette | Qualité |
| ---------------------------------------- | ----------------------------- | -------------------- | --------- | ------- |
| Les données manquantes sont à compléter. |                               |                      |           |         |
| juin 1995                                | 2014                          | Bernard Jacquin      |           |         |
| 2014                                     | En cours (au 26 octobre 2015) | Jean-Charles Hanriot |           |         |

## Population et société

### Démographie
Gentilé : Romanifontains, Romanifontaines.

L'évolution du nombre d'habitants est connue à travers les recensements de la population effectués dans la commune depuis 1793. Pour les communes de moins de 10 000 habitants, une enquête de recensement portant sur toute la population est réalisée tous les cinq ans, les populations de référence des années intermédiaires étant quant à elles estimées par interpolation ou extrapolation. Pour la commune, le premier recensement exhaustif entrant dans le cadre du nouveau dispositif a été réalisé en 2004.

En 2022, la commune comptait 199 habitants, en évolution de +1,02 % par rapport à 2016 (Haute-Saône : −1,4 %, France hors Mayotte : +2,11 %).
| 1793 | 1800 | 1806 | 1821 | 1831 | 1836 | 1841 | 1846 | 1851 |
| ---- | ---- | ---- | ---- | ---- | ---- | ---- | ---- | ---- |
| 611  | 579  | 631  | 563  | 610  | 616  | 646  | 594  | 563  |

| 1856 | 1861 | 1866 | 1872 | 1876 | 1881 | 1886 | 1891 | 1896 |
| ---- | ---- | ---- | ---- | ---- | ---- | ---- | ---- | ---- |
| 426  | 431  | 439  | 415  | 385  | 371  | 323  | 294  | 262  |

| 1901 | 1906 | 1911 | 1921 | 1926 | 1931 | 1936 | 1946 | 1954 |
| ---- | ---- | ---- | ---- | ---- | ---- | ---- | ---- | ---- |
| 282  | 266  | 266  | 208  | 196  | 190  | 170  | 163  | 132  |

| 1962 | 1968 | 1975 | 1982 | 1990 | 1999 | 2004 | 2006 | 2009 |
| ---- | ---- | ---- | ---- | ---- | ---- | ---- | ---- | ---- |
| 138  | 129  | 132  | 135  | 153  | 161  | 193  | 196  | 174  |

| 2014 | 2019 | 2022 | - | - | - | - | - | - |
| ---- | ---- | ---- | - | - | - | - | - | - |
| 186  | 201  | 199  | - | - | - | - | - | - |

### Évènements
En juillet (autour du 14), les journées artisanales et artistiques sont reconnues comme l'une des plus grosses manifestations d'artisanat d'arts de la région. De même, le feu d'artifice de Fondremand rassemble environ 7 000 personnes. Il est reconnu comme l'un des plus beaux du département voire de la région, comparable à celui de Besançon, capitale régionale[réf. nécessaire].

## Culture locale et patrimoine

### Lieux et monuments
Fondremand fait partie des Cités de Caractère de Bourgogne-Franche-Comté et des sites inscrits de la Haute-Saône par la DREAL.
- Château de Fondremand[20] dont les parties les plus anciennes datent du XIIIe siècle et son donjon.
- Source de la Romaine et sa fontaine-lavoir.

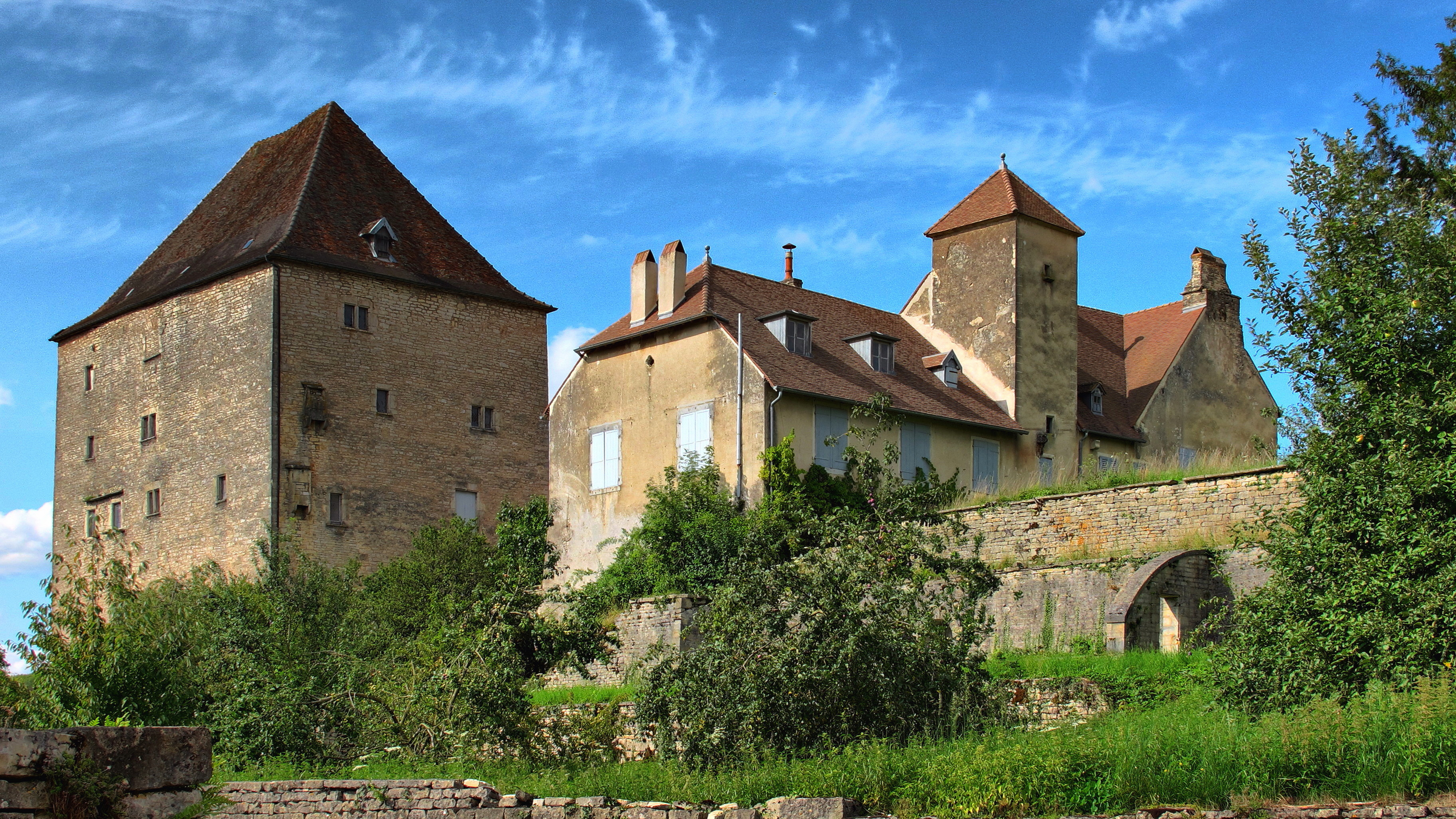
Le château et son donjon.
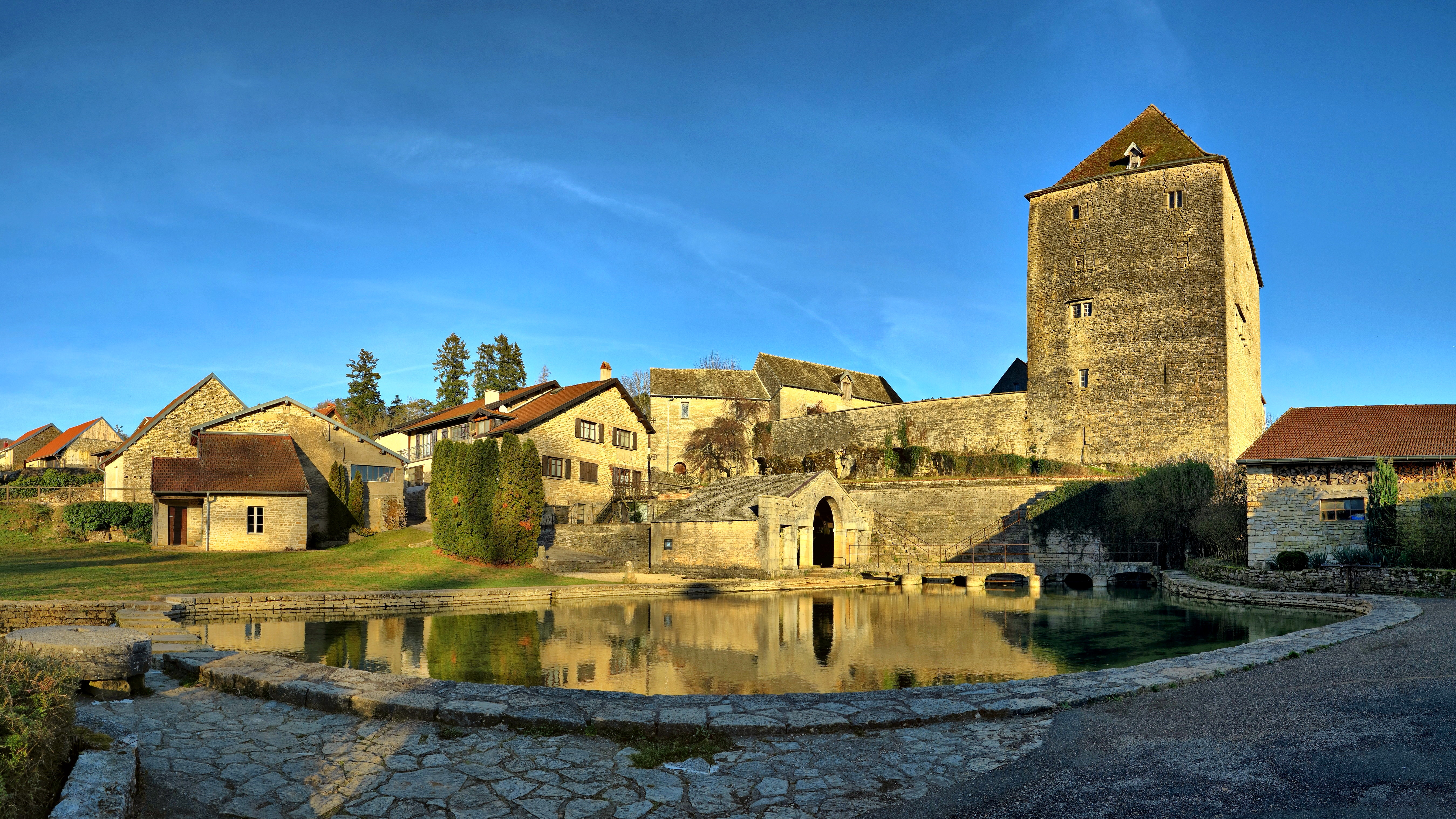
Le bassin de la source de la Romaine au pied du château.
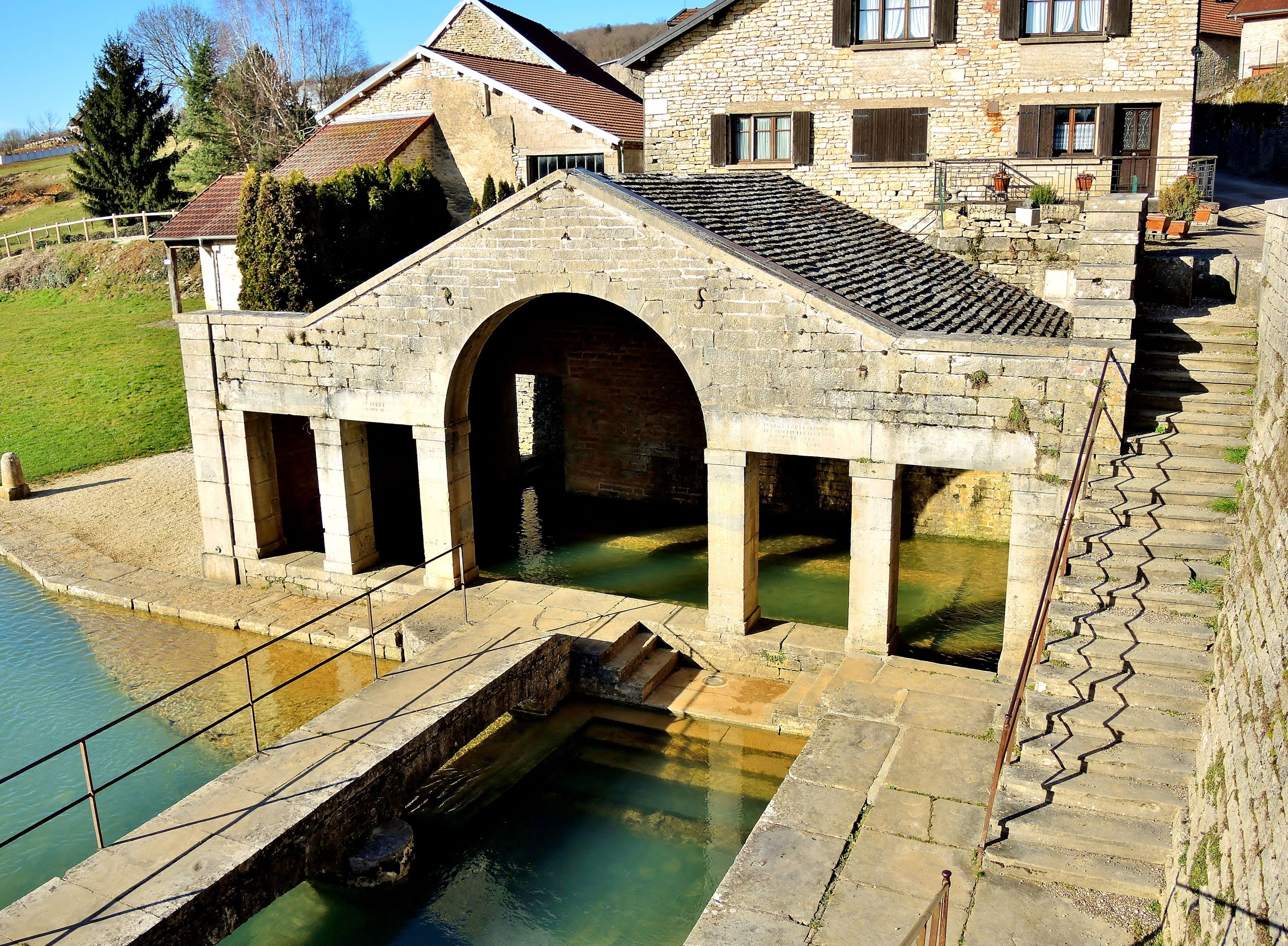
Source de la Romaine.
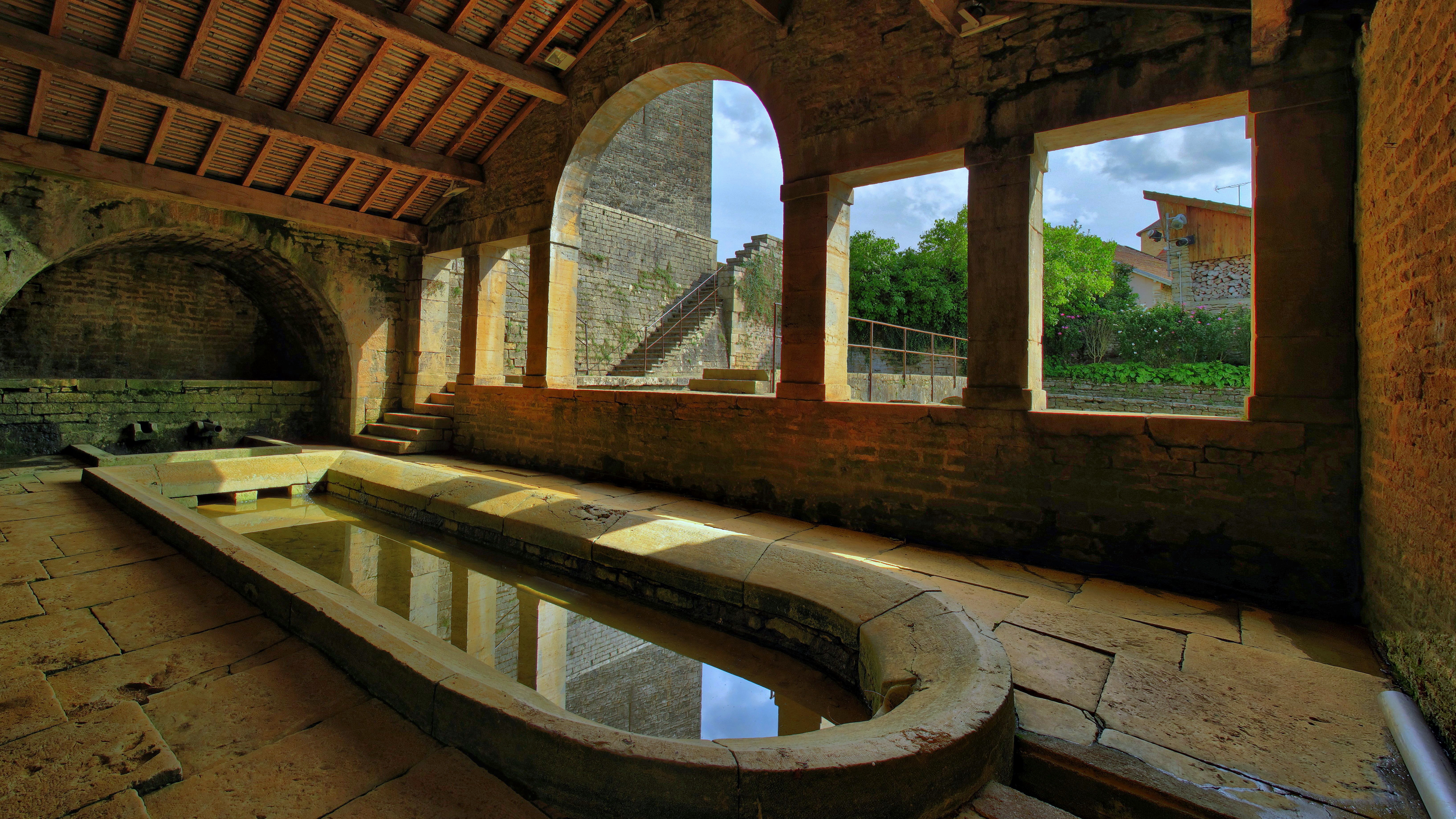
Le lavoir de la source de la Romaine.

- Moulin à eau[21],[22] et huilerie de Fondremand[23],[24], réhabilités de 1985 à 2005 et édifiés sur un site dépendant de la « chatellerie » de Fondremand depuis 1201[25].
- Église de la Nativité-de-Notre-Dame de Fondremand[26].
- Maisons anciennes[27] des XVe et XVIIIe siècles ornées de tours, tourelles, gargouilles, pigeonniers…
- Fontaines
- Gouffre le puits de rouge terre, d’environ 60 m de profondeur, dans les bois de Fondremand[28].
- Presbytère de 1772, construit par Jean-Baptiste Perruche sur les plans de Louis Beuque[29]

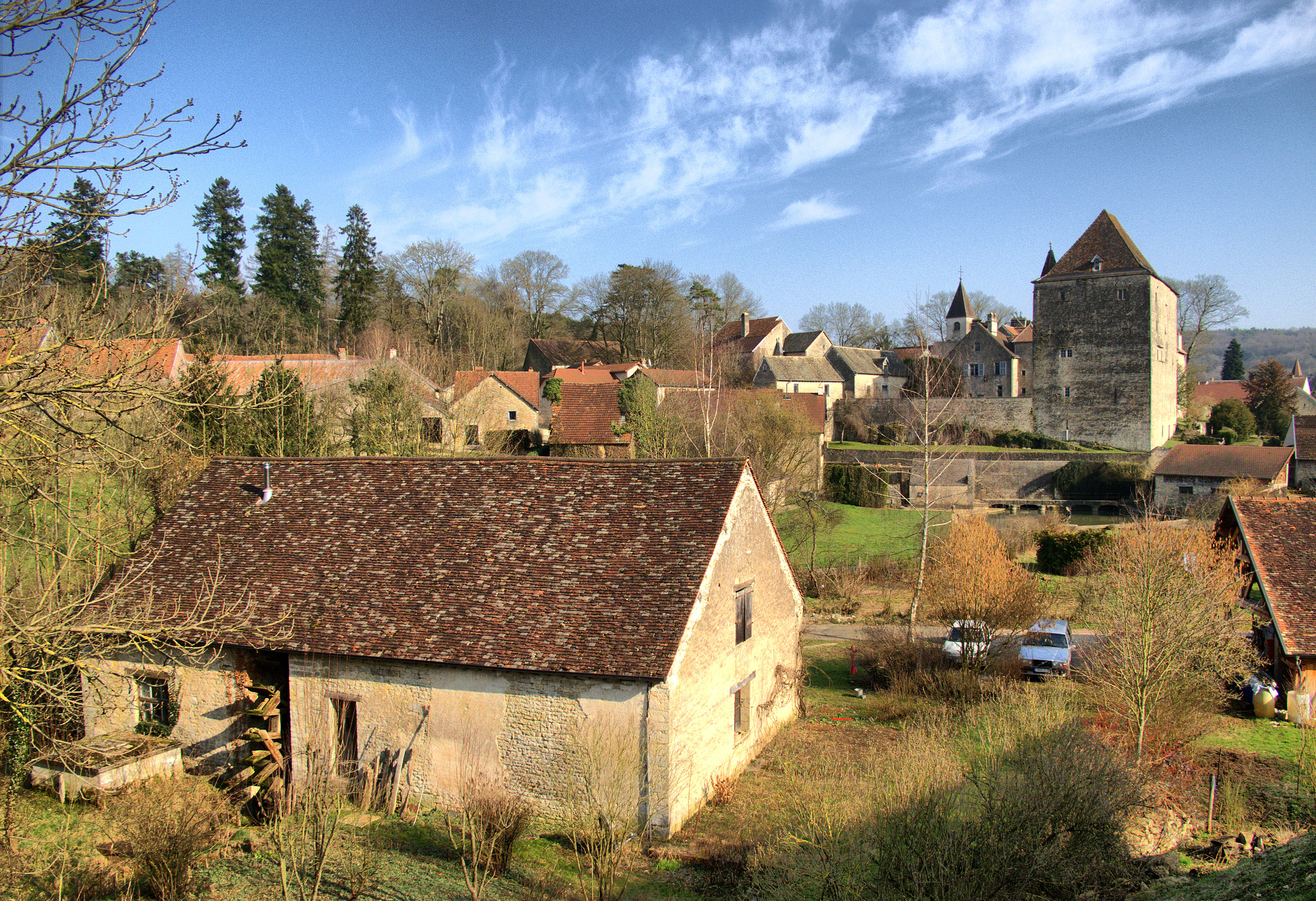
Vue d'ensemble de Fondremand avec l'huilerie-moulin au premier plan.
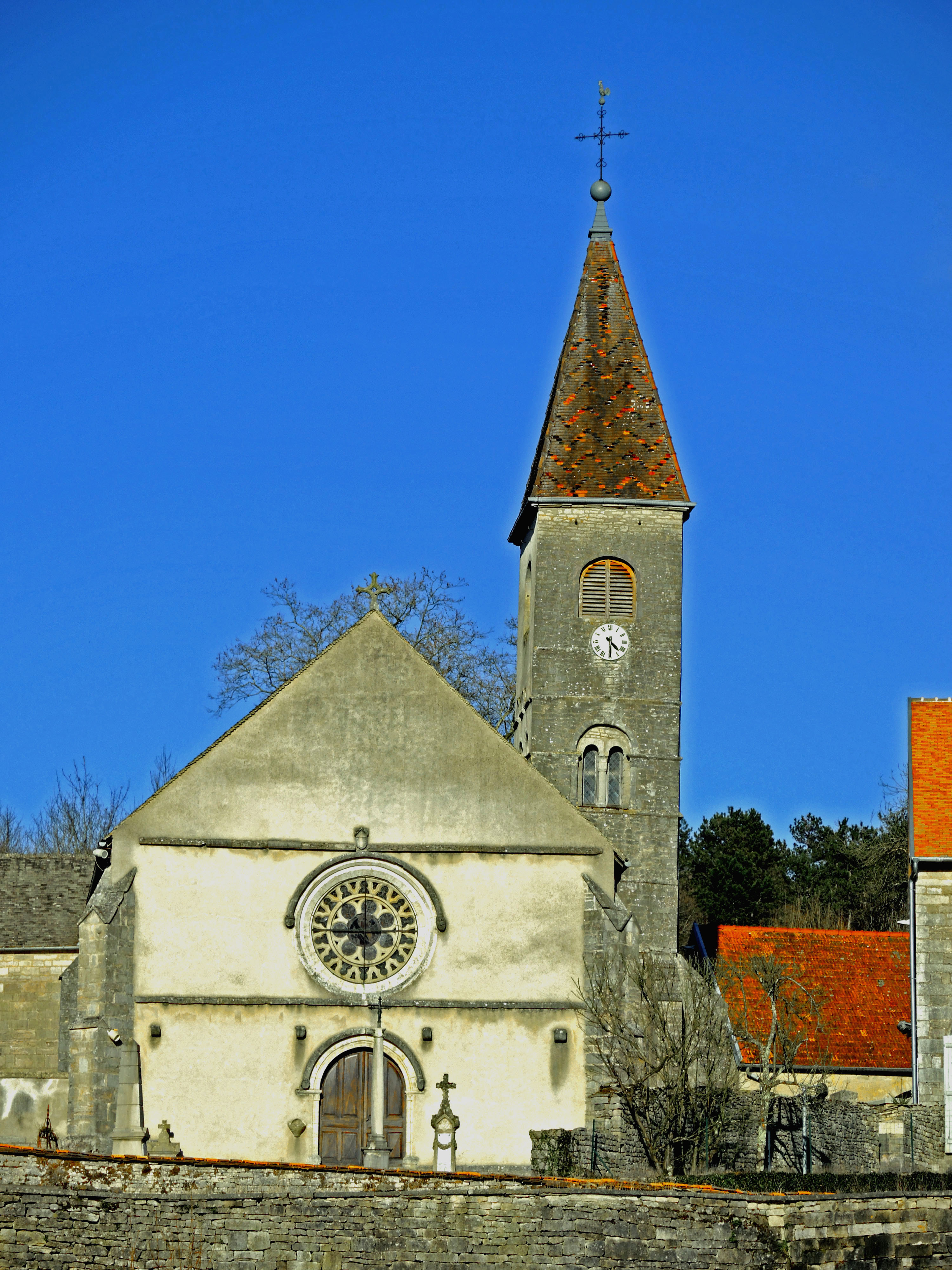
L'église de la Nativité-de-Notre-Dame.
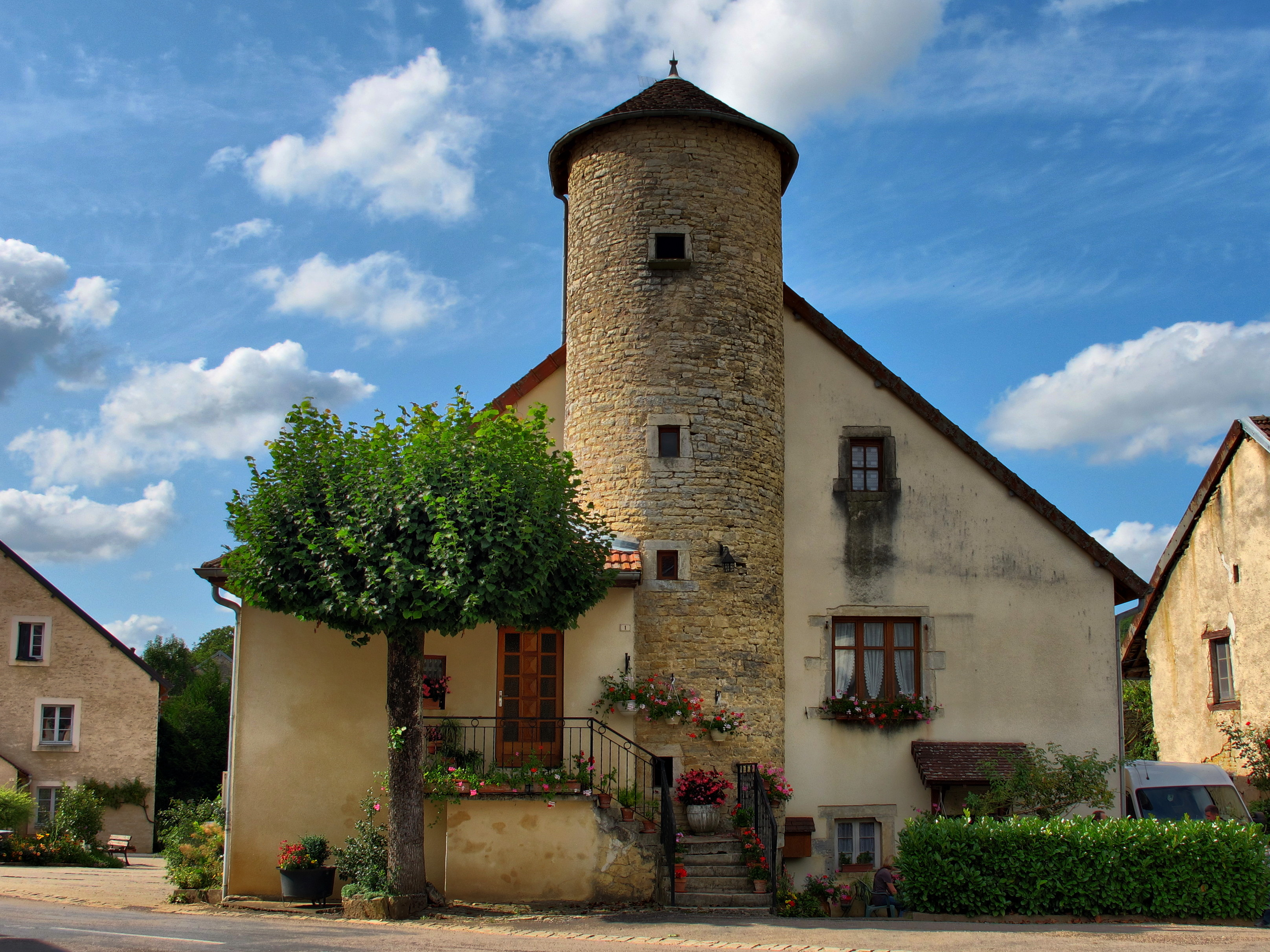
Maison avec tour-pigeonnier.
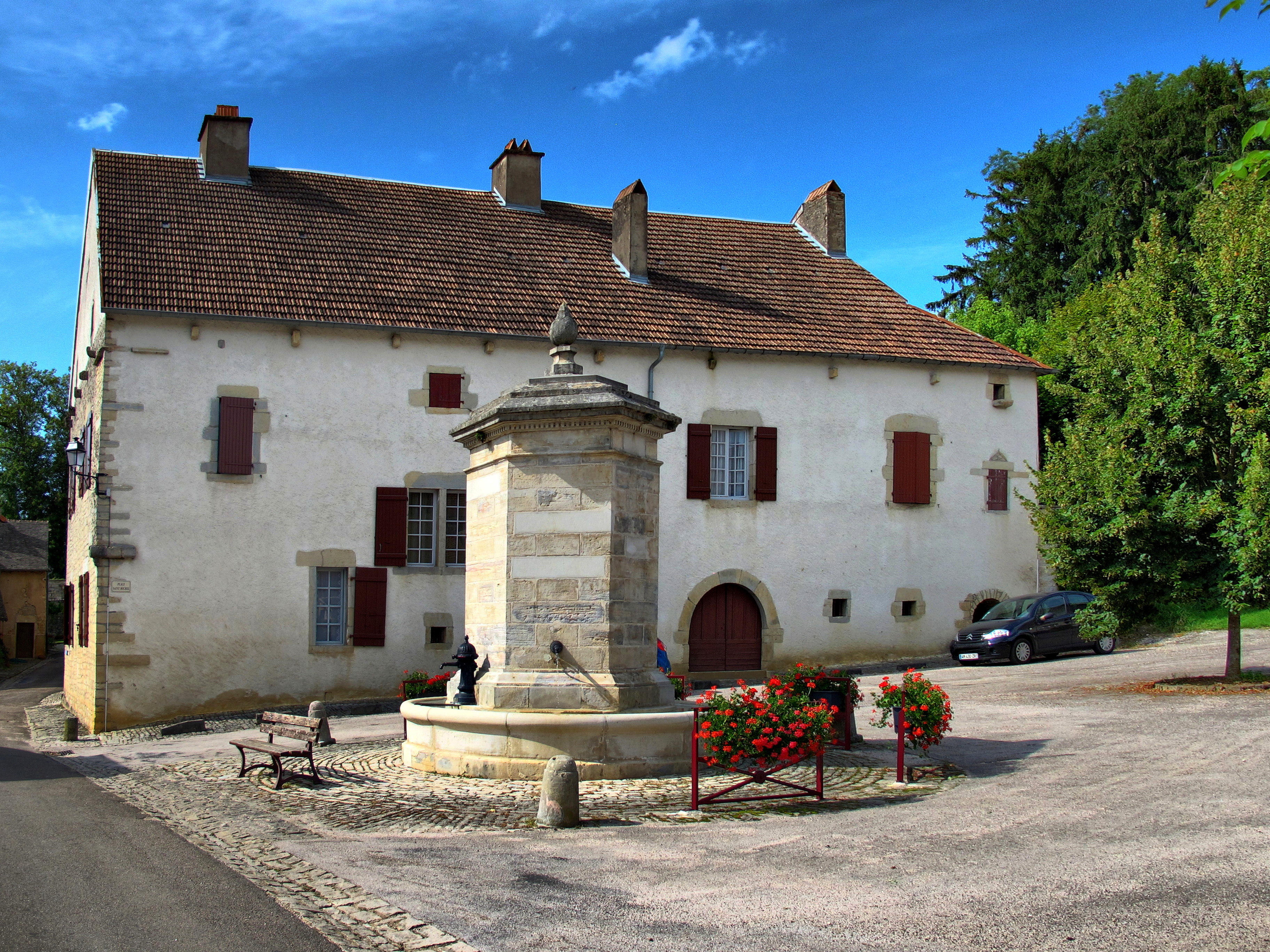
Fontaine-abreuvoir devant maison vigneronne.
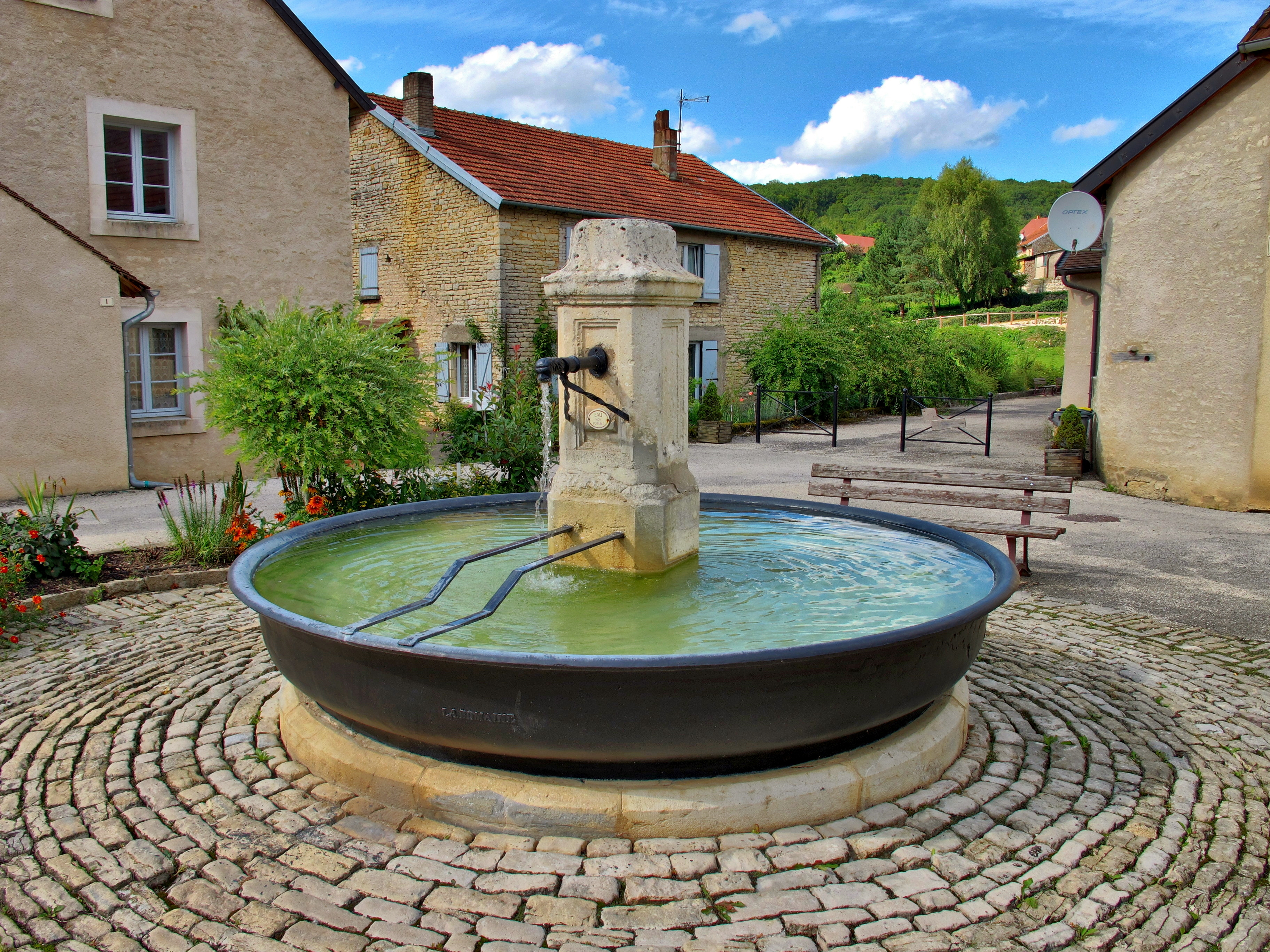
Fontaine-abreuvoir à vasque ronde.

### Héraldique
| Blason de Fondremand | Blason  | Parti : au 1er de gueules à la bande d'argent, au 2e de sable à trois branchettes d'éperon d'argent. |
| Blason de Fondremand | Détails | Le statut officiel du blason reste à déterminer.                                                     |